# 川瀬小太郎
川瀬 小太郎（かわせ こたろう、1867年2月9日（慶応3年1月5日） - 1924年（大正13年）1月6日）は明治時代から大正時代にかけて活躍した日本メソジスト教会の牧師である。

## 生涯

### 幼少期
1867年2月9日(慶応3年1月5日)に筑前国早良郡鳥飼村(現・福岡県福岡市中央区)に福岡藩士の川瀬左七、ジュンの長男として生まれる。幼少期は医者を目指して中学校に入る。

### 入信・学生時代
1885年(明治18年)7月13日福岡美以教会(現・日本基督教団福岡中部教会)でW・C・キッチン宣教師から洗礼を受ける。1885年12月に長崎の加伯利学校(現・鎮西学院高等学校)に入学する。また、1891年(明治24年)6月に加伯利学校神学部を卒業する。

### 牧師時代
卒業後に牧師になり、長崎教会(現・日本基督教団鹿児島加治屋町教会)、小倉教会、長崎出島教会(現・日本基督教団長崎銀屋町教会)教会を牧会した後、1899年(明治32年)にアメリカ合衆国に渡り、カリフォルニア大学、パシフィック神学校で神学を学ぶ。
1901年(明治34年)10月に帰国して、若松教会に赴任する。1902年(明治35年)に出身教会の福岡美以教会に赴任する。
1907年(明治40年)5月メソジスト教会3派合同後、1908年(明治41年)熊本白川教会に移転する。
1911年(明治44年)には、沖縄の那覇教会に転任、1912年(明治45年)から再び熊本白川教会に再任して、熊本の地で現職のまま死去する。